# Hangquellmoor bei Weihe
Das Hangquellmoor bei Weihe ist ein ehemaliges Naturschutzgebiet in der niedersächsischen Gemeinde Hanstedt in der Samtgemeinde Hanstedt im Landkreis Harburg.
Das ehemalige Naturschutzgebiet mit dem Kennzeichen NSG LÜ 165 ist 5,3 Hektar groß. Ein Teil des Gebietes ist Bestandteil des FFH-Gebietes „Seeve“. Das Gebiet stand seit dem 16. Mai 1988 unter Naturschutz. Zum 1. Juli 2019 ging es im neu ausgewiesenen Naturschutzgebiet „Seeve“ auf. Zuständige untere Naturschutzbehörde war der Landkreis Harburg.
Das ehemalige Naturschutzgebiet liegt im Naturpark Lüneburger Heide südöstlich des zu Buchholz in der Nordheide gehörenden Ortes Holm-Seppensen und nördlich des zu Hanstedt gehörenden Ortsteils Schierhorn am Osthang der Seeveniederung. Das Gebiet reicht bis an die Seeve. Es stellte ein infolge von Quellwasseraustritten entstandenes Hangquellmoor unter Schutz. Das Gebiet wird von Erlenbruchwald sowie in den höher gelegenen und trockeneren Standorten von Birken-Eichenwald geprägt. In den Randbereichen des Gebietes sind Hochstaudenfluren zu finden.
In dem Gebiet befinden sich mehrere ehemalige Fischteiche, die sich zu naturnahen Stillgewässern entwickeln sollen, wobei eine extensive, fischereiliche Nutzung der Teichanlagen weiterhin zulässig ist. Es ist, außer zur Erfüllung dienstlicher oder wissenschaftlicher Aufgaben und zur Unterhaltung und Bewirtschaftung der Teichanlagen, nicht gestattet, das Gebiet zu betreten.